# Eugnesia sciagraphica
Eugnesia sciagraphica là một loài bướm đêm trong họ Geometridae.